# نادية رشاد
نادية رشاد ممثلة وكاتبة مصرية. تخرجت في المعهد العالي للفنون المسرحية. بدأت مسيرتها الفنية في سبعينيات القرن العشرين في الفيلم التلفزيوني (من عظماء الإسلام) في عام 1970، وبدأت العمل بالإذاعة المصرية، وبرعت في المسلسلات الدينية ومسلسلات السير الذاتية،وبرعت في مسلسل ام كلثوم بدور منيرة المهدية وكتبت العديد من الأفلام والمسلسلات والسهرات التلفزيونية التي تناقش قضايا المرأة ومنها (آسفة أرفض الطلاق، القانون لايعرف عائشة، جواز في السر). إضافة إلى مسلسل قاسم أمين

## أعمالها
- 2001: لحظات حب
- 2001: اللحظات التي اختفت
- 2017 مسلسل الطوفان

## روابط خارجية
- نادية رشاد على موقع IMDb (الإنجليزية)
- نادية رشاد على موقع الدهليز
- نادية رشاد على موقع قاعدة بيانات الأفلام العربية
- نادية رشاد على موقع قاعدة بيانات الفيلم (الإنجليزية)